# Vesicularia rodriguezii
Vesicularia rodriguezii är en bladmossart som beskrevs av Brotherus 1908. Vesicularia rodriguezii ingår i släktet Vesicularia och familjen Hypnaceae. Inga underarter finns listade i Catalogue of Life.